# Oblekovice
Oblekovice (německy Oblas) jsou vesnice, evidenční část a katastrální území na jihovýchodě okresního města Znojmo. Rozloha katastru Oblekovic činí v současnosti 9,53 km². Je zde evidováno 419 adres. Trvale zde žije 1103 obyvatel. Bývalá obec je kromě samotných Oblekovic tvořena také blízkými Bohumilicemi a Nesachleby.

## Název
Na vesnici bylo přeneseno původní pojmenování jejích obyvatel Oblekovici (tak doloženo k roku 1190), které bylo odvozeno od osobního jména Oblek (jeho základem bylo přídavné jméno oblý) a znamenalo "Oblekovi lidé". Do němčiny bylo jméno vsi převzato ve zkrácené podobě zprvu jako Obluss, později nářečně upraveno na Oblas. České jméno vyšlo na řadu století z užívání a bylo obnoveno až v 19. století, přičemž vedle původního Oblekovice se v písemných záznamech načas objevovala i úprava německého jména v podobě Oblaz či Oblaze.

## Charakteristika a historický přehled

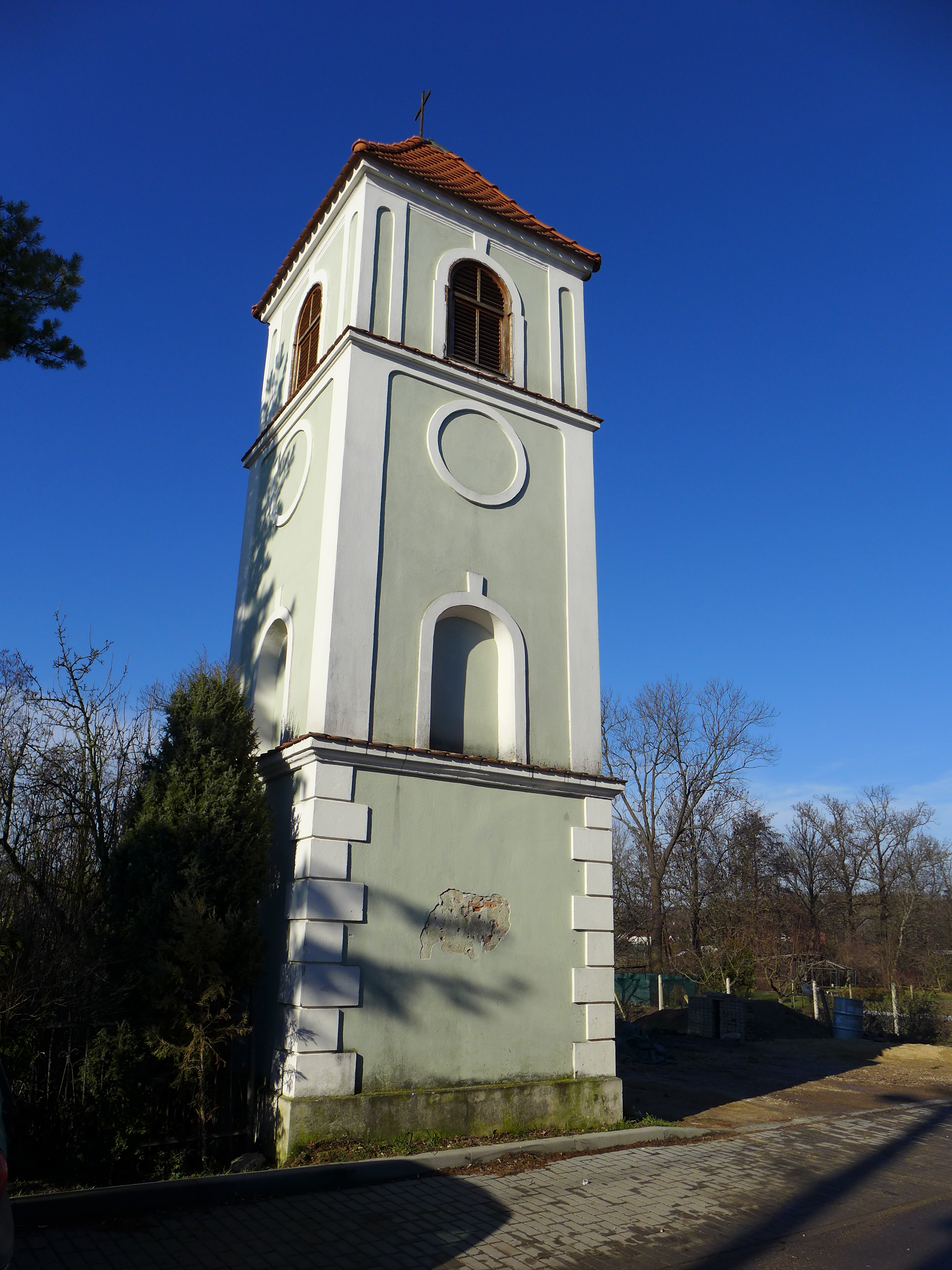
Zvonička v Nesachlebech

Oblekovice se rozkládají na jihovýchodním okraji Znojma na pravém břehu Dyje. Na severním okraji zástavby Oblekovic se nachází Mlýnský náhon, sloužící původně jako zdroj síly pro zdejší vodní mlýny. Současné Oblekovice vznikly roku 1950 spojením obcí Oblekovice, Bohumilice a Nesachleby, kdy již byla zástavba Bohumilic a Nesachlebů propojena. Všechny tři původní obce byly původně téměř čistě německojazyčné. V období od 1. dubna 1939 do roku 1945 byly připojeny ke Znojmu a od roku 1946 byly opět samostatnými obcemi. Od roku 1950 byly spojeny v obec Oblekovice, která byla 1. srpna 1976 opět součástí Znojma. V rámci Znojma měly až do 31. prosince 1985 všechny tři bývalé obce postavení samostatných částí obce, poté se k 1. lednu 1986 staly Bohumilice a Nesachleby v rámci Znojma součástí evidenční části Oblekovice. Během období komunismu došlo též ke sloučení všech tří původních katastrálních území.

## Pamětihodnosti

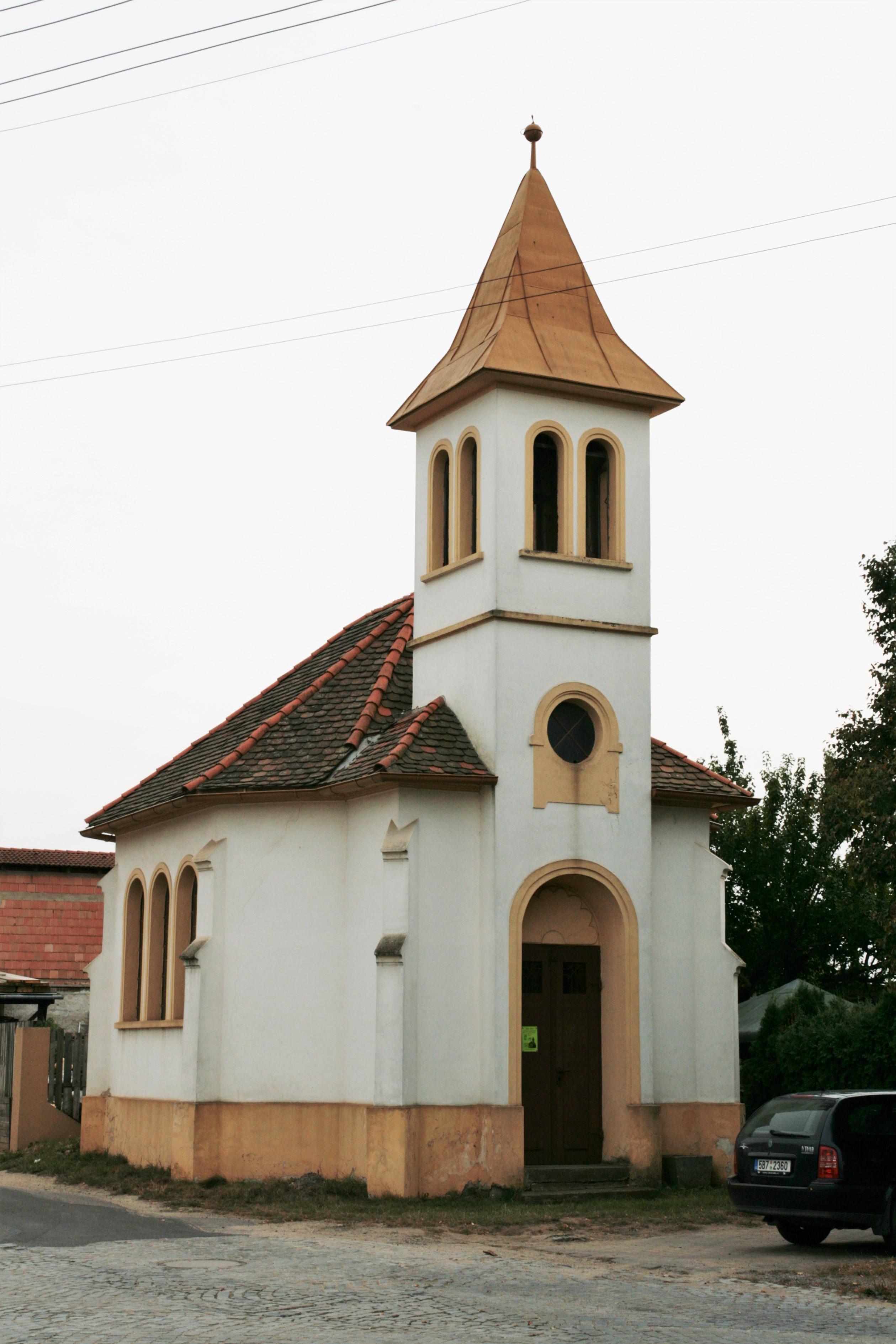
Kaple v Bohumilicích

- zvonička na návsi vedle kapličky v Oblekovicích
- kaplička na návsi vedle zvoničky v Oblekovicích
- socha svatého Jana Nepomuckého ve výklenkové kapličce-pokloně při č. p. 344 v Oblekovicích
- boží muka při č. p. 344 v Oblekovicích
- kaple v hlavní ulici v Bohumilicích
- boží muka v ulici jižně od kaple v Bohumilicích
- zvonička v Nesachlebech
- jez na Dyji